# Langues fidjiennes orientales
Les langues fidjiennes orientales sont un sous-groupe des langues océaniennes (et plus précisément des langues du Pacifique central). Elles comprennent le fidjien, le gone dau, le lau et le lomaiviti, qui sont toutes parlées aux Fidji.
Les langues fidjiennes occidentales et rotumanne sont plus proches des langues polynésiennes qu'elles ne le sont des langues fidjiennes orientales.